# Dicamptus isshikii
Dicamptus isshikii är en stekelart som beskrevs av Tohru Uchida 1928. Dicamptus isshikii ingår i släktet Dicamptus och familjen brokparasitsteklar. Inga underarter finns listade i Catalogue of Life.